# Adeimantos (Platon)
Adeimantos (griechisch Ἀδείμαντος Adeímantos; * wohl um 432 v. Chr.) war ein älterer Bruder des Philosophen Platon. Er wird nach seinem Herkunftsort auch Adeimantos von Kollytos genannt. In Platons literarischem Dialog Politeia ist Adeimantos ein wichtiger Gesprächsteilnehmer.

## Leben
Adeimantos war der älteste der drei Söhne von Ariston und dessen Ehefrau Periktione. Seine Brüder waren Glaukon und Platon; Platon war der jüngste. Sie hatten eine Schwester namens Potone.
Die Familie war vornehm und wohlhabend. Sie lebte in Kollytos, einem Stadtteil von Athen. Ariston betrachtete sich als Nachkomme des Kodros, eines mythischen Königs von Athen; jedenfalls war einer seiner Vorfahren, Aristokles, schon 605/604 v. Chr. Archon gewesen. Unter Periktiones Ahnen war ein Freund und Verwandter des legendären athenischen Gesetzgebers Solon.
Adeimantos wurde spätestens 429 geboren, wahrscheinlich um 432. Nach dem frühen Tod seines Vaters heiratete seine Mutter um 423 ihren Onkel mütterlicherseits Pyrilampes, einen angesehenen Athener, der zu Perikles’ Zeit als Gesandter tätig gewesen war. Aus dieser Ehe ging Antiphon, ein Halbbruder des Adeimantos, hervor. Pyrilampes hatte aus einer früheren Ehe einen Sohn, Demos, der Adeimantos’ Stiefbruder wurde.
Nach Angaben Platons nahm Adeimantos im Peloponnesischen Krieg an einer Schlacht bei Megara teil, wobei er sich auszeichnete. Falls dies keine literarische Fiktion, sondern historische Realität ist, handelt es sich wohl um die Schlacht bei den Keratahügeln in der Nähe von Megara, die im Jahr 409 stattfand.
Während Adeimantos’ Stiefvater Pyrilampes demokratisch gesinnt war, gehörten zur Familie seiner Mutter mehrere prominente Politiker mit oligarchischer Haltung: Periktiones Onkel Kallaischros gehörte 411 v. Chr. dem durch Putsch kurzzeitig an die Macht gekommenen Rat der Vierhundert an, ihr Vetter Kritias war Mitglied des oligarchischen Rats der Dreißig („Dreißig Tyrannen“), der 404/403 v. Chr. Athen regierte. Unter der Herrschaft der Dreißig wurde Periktiones Bruder Charmides, Adeimantos’ Onkel, in ein oligarchisches Gremium berufen und fiel im Kampf gegen die Demokraten.
Im Jahr 399 war Adeimantos bei dem Prozess, in dem Sokrates zum Tode verurteilt wurde, anwesend.
Wahrscheinlich war Adeimantos verheiratet und hat Nachkommen hinterlassen, denn in dem Testament seines Bruders Platon, der im Alter von achtzig Jahren verstarb, ist als einziger Erbe ein Adeimantos aufgeführt. Bei diesem Erben handelt es sich vermutlich um einen Enkel von Platons gleichnamigem Bruder.

## Rolle in Werken Platons
Adeimantos kommt in drei Werken Platons vor. Im Dialog Parmenides ist er an der Rahmenhandlung beteiligt. In der Apologie des Sokrates nennt ihn Sokrates, der sich als Angeklagter verteidigt, unter den Anwesenden, die als Entlastungszeugen in Betracht kommen. Im Dialog Politeia nimmt er am Gespräch teil; dort sind er und sein Bruder Glaukon ab dem zweiten Buch die Hauptgesprächspartner des Sokrates. Dabei erweist sich Adeimantos als ehrliebend und statusbewusst; er will Ehre erlangen, möchte sich dabei aber nicht übermäßig anstrengen. Mit Einschränkungen, wie sie das platonische Staatsideal den Bürgern auferlegt, könnte er sich gut abfinden, solange sein sozialer Rang gewährleistet bleibt. Als Denker ist er skeptisch und schwer von seinen Überzeugungen abzubringen; er ist nachdenklich und von ernster Gesinnung, ein umsichtiger und realistischer, am Nutzen orientierter Beurteiler der in Betracht kommenden Verhaltensoptionen, deren Vor- und Nachteile er nüchtern abwägt.